# A Family Affair (film, 2001)
Pour les articles homonymes, voir Family Affair.
Pour plus de détails, voir Fiche technique et Distribution.
A Family Affair est un film américain réalisé par Helen Lesnick, sorti en 2001 et distribué par Wolfe Video (en).

## Synopsis
Rachel Rosen (Helen Lesnick) se rend en Californie après avoir rompu avec sa petite amie de longue date Reggie Abravanel (Michele Greene). Après une série de nouvelles relations infructueuses Rachel accepte que sa mère Léa Rosen (Arlene Golonka) organise un blind date avec Christine Peterson (Erica Shaffer). Leur relation est un succès et un an plus tard, elles décident de se marier. Quelques jours avant le mariage Reggie vient en Californie pour retrouver Rachel, dans l'espoir de se remettre ensemble.

## Fiche technique
- Titre : A Family Affair
- Réalisation : Helen Lesnick
- Scénario : Helen Lesnick
- Production : Atta Girl Productions
- Distributeur : Wolfe Video (en)
- Musique : Danny De La Isla, Kelly Neill, Robert Westlind
- Langue : Anglais américain
- Pays de production : États-Unis
- Genre : Comédie romantique lesbienne
- Durée : 107 minutes
- Date de sortie : 
  - États-Unis : 2001

## Distribution
- Helen Lesnick : Rachel Rosen
- Michele Greene : Reggie Abravanel
- Erica Shaffer : Christine Peterson
- Barbara Stuart : Sylvia Peterson
- Joel Hepner : Stanley Peterson
- Arlene Golonka : Leah Rosen
- Suzanne Westenhoefer : Carol Rosen
- Michael Moerman : Sam Rosen
- Don Loper : Matthew Rosen
- David Radford : Joe
- Keith E. Wright : Rob
- Mark DeWhitt : Danny
- Tracy Hughes : Nancy
- Suzana Norberg : Kathi
- Kelly Neill : Debi
- Ellen Lawler : Suzi
- Suzi Miller : Teri

## Anecdotes
Le film a été tourné à San Diego en Californie.